# Discestra confluens
Discestra confluens är en fjärilsart som beskrevs av Barend J. Lempke 1940. Discestra confluens ingår i släktet Discestra och familjen nattflyn. Inga underarter finns listade i Catalogue of Life.